# Armoiries de la France
Les armoiries de la France ne font plus l'objet d'aucun texte juridique depuis le 4 septembre 1870. Seuls la devise, l'hymne et le drapeau figurent dans la Constitution de la Ve République.
Un emblème non officiel, composé d'une pelta, d'un faisceau de licteur et de branches de chêne et d'olivier, figure sur les représentations diplomatiques, ainsi que sur la couverture des passeports, sur la carte d'identité et livrets de famille français. Une version stylisée est également utilisée par la présidence de la République.
La charte graphique du gouvernement prévoit aussi l'utilisation d'un logotype comprenant les couleurs du drapeau et Marianne.

## Armoiries sous la monarchie et l'Empire
Sous l'Ancien Régime, les armoiries de la France sont les fleurs-de-lis d'or sur champ d'azur. Elles sont utilisées sans interruption pendant près de six siècles (1211-1792) : bien que la légende les fasse naître lors du baptême de Clovis, qui aurait alors remplacé les trois crapauds qui ornaient son écu par trois lis mariaux, elles ne sont attestées que depuis le début du XIIIe siècle.
D'abord représentées sous forme de semé, c'est-à-dire sans nombre défini et disposées en quinconce, les fleurs-de-lis sont réduites à trois en 1376 par décision de Charles V qui entendait placer le Royaume sous la double invocation de la Vierge (la fleur de lis est un symbole marial) et de la Trinité.
La Révolution française supprime les armoiries et préfère des symboles inspirés de l'Antiquité : c'est à cette période qu'apparaît notamment le faisceau de licteur comme symbole de la République.
Sous le Premier Empire, Napoléon choisit de faire figurer sur ses armes une aigle d'or sur champ d'azur, s'inspirant d'une aigle romaine plutôt que d'une aigle héraldique plus classique.
Au cours du XIXe siècle, les armoiries évoluent au gré des changements politiques : fleurs de lis sous la Restauration, d'azur à la Charte d'or sous la monarchie de Juillet, aigle sous le Second Empire, pas d'armoiries sous les IIe et IIIe Républiques.
| Armoiries | Période     | Description | Notes | Statut                                                      |
| --------- | ----------- | --- | --- | ----------------------------------------------------------- |
|           | 1211 – 1376 | L'écu de France ancien, les armoiries royales : d'azur semé de fleurs-de-lis d'or ; timbré de la couronne royale fleurdelisée ouverte. | Ces armoiries seraient apparues dans le premier quart du XIIIe siècle, leur utilisation se systématise après 1211. | Officiel (armoiries du roi de France)                       |
|           | 1305 – 1328 | L'écu mi-parti de France ancien et de Navarre ancien, les armoiries royales : mi-parti; d'azur semé de fleurs-de-lis d'or et de gueules au rais d'escarboucle accolé et pommeté d'or ; timbré de la couronne royale fleurdelisée ouverte. | Ces armoiries sont celles des trois derniers rois capétiens directs, tous fils de Philippe IV le Bel et de Jeanne Ire de Navarre : - Louis X le Hutin, ainsi que son fils, Jean Ier le Posthume ; - Philippe V le Long ; - et Charles IV le Bel. | Officiel (armoiries du roi de France et de Navarre)         |
|           | 1376 – 1515 | L'écu de France moderne, les armoiries royales : d'azur à trois fleurs-de-lis d'or ; timbré de la couronne royale fleurdelisée ouverte. | Dès le dernier quart du XIIIe siècle, les trois fleurs-de-lis commencent à concurrencer le semé, cependant, les armoiries modernes de France ne sont adoptées qu'en 1376, sur ordre de Charles V. L'écu sera utilisé sans interruption jusqu'à l'abolition de la royauté en 1792, notamment accolé à celui de Navarre à partir de 1589.                                                                                                 | Officiel (armoiries du roi de France)                       |
|           | 1469-1515   | D'azur à trois fleurs de lys d'or, l'écu timbré de la couronne royale fleurdelysée ouverte, accolé du collier de l'ordre de Saint-Michel et tenu de deux anges de carnation vêtus d'argent et chevelés d'or. | Charles VII ajoute comme tenants deux anges aux armoiries de la France, au titre de fille aînée de l'Église. L'ordre de Saint-Michel est fondé en 1469 par son fils Louis XI. | Officiel (armoiries du roi de France)                       |
|           | 1515 – 1790 | L'écu de France moderne, les armoiries royales : d'azur à trois fleurs-de-lis d'or ; timbré de la couronne royale fleurdelisée fermée. | La couronne fermée est introduite par Louis XII au début du XVIe siècle, son utilisation sera systématisée par François Ier. | Officiel (armoiries du roi de France)                       |
|           | 1578 – 1790 | L'écu de France moderne, les armoiries royales : d'azur à trois fleurs-de-lis d'or ; timbré de la couronne royale fleurdelisée fermée ; accompagné des colliers des ordres de Saint-Michel et du Saint-Esprit. | À partir de la création de l'ordre du Saint-Esprit par Henri III en 1578, les rois successifs feront très souvent apparaître les colliers des ordres de Saint-Michel et du Saint-Esprit sur leurs armoiries. | Officiel (armoiries du roi de France)                       |
|           | 1589 – 1790 | Accolé, à dextre d'azur à trois fleurs de lys d'or, et à senestre de gueules à l'escarboucle accolée et pommetée d'or ; le tout timbré d'un heaume d'or doublé de gueules, à lambrequins d'azur et d'or, sommé de la couronne royale fleurdelysée fermée ; accolé des colliers des ordres de Saint-Michel et du Saint-Esprit ; tenu de deux anges vêtus, celui de dextre de France, celui de senestre de Navarre, et tenant chacun une bannière aux mêmes armes ; entouré d'un manteau d'azur fleurdelysé d'or à revers d'hermine, mouvant d'un pavillon rayé d'or et d'azur, surmonté de la couronne royale fleurdelysée fermée, du cri « Montjoie Saint-Denis », d'une oriflamme fleurdelysée et de la devise « Lilia non laborant neque nent ». | On les trouve assez souvent (comme ici) « accolés », qui était une forme équivalente du « parti ». Cette adjonction des armes de Navarre vient de ce qu'Henri IV, fondateur de la dynastie, était roi de Navarre avant son accession au trône de France. De nombreux ornements extérieurs (manteau, pavillon, oriflamme, cri et devise) furent ajoutés aux XVIIe et XVIIIe siècles.                                                     | Officiel (grandes armoiries du roi de France et de Navarre) |
|           | 1804 – 1815 | L'écu impérial de France, sous les Bonaparte : d'azur à une aigle essorante, la tête contournée d'or ; timbré de la couronne impériale fermée ; accompagné du grand collier de l'ordre de la Légion d'honneur. | Les armoiries du Premier Empire sous Napoléon Ier, affichent une aigle. Le manteau, en ornement extérieur, est semé d'abeilles. Le blasonnement officiel ne mentionne pas que la tête de l'aigle est contournée. | Officiel (armoiries de l'empereur des Français)             |
|           | 1814 – 1830 | L'écu de France moderne ; timbré de la couronne royale fleurdelisée fermée ; accompagné des colliers des ordres de Saint-Michel et du Saint-Esprit. | Après la Restauration, la Maison de Bourbon régna à nouveau avec Louis XVIII et Charles X. Même si la tendance était de n'user que des seules armes de France, les Bourbons reprirent aussi les armoiries de Navarre. Ces armoiries, avec leur écu de France moderne, sont encore utilisées concurremment par le duc d'Anjou et le comte de Paris, prétendants rivaux au trône de France.                                               | Officiel (armoiries du roi de France)                       |
|           | 1830 – 1831 | L'écu ducal d'Orléans : d'azur aux trois fleurs-de-lis d'or, au lambel d'argent ; timbré de la couronne royale fleurdelisée fermée ; accompagné du cordon de l'ordre de la Légion d'honneur. | Au début de la monarchie de Juillet, par l'ordonnance du 13 août 1830, Louis-Philippe fixa les armes représentées sur le sceau de France : « à l'avenir le sceau de l'État représentera les armes d'Orléans surmontées de la couronne fermée, avec le sceptre et la main de justice en sautoir, et des drapeaux tricolores derrière l'écusson ».                                                                                        | Officiel (armoiries du roi des Français)                    |
|           | 1831 – 1848 | L'écu est d'azur, à la charte constitutionnelle de 1830 d'or, gravée de sable ; timbré de la couronne royale fermée ; accompagné du cordon de l'ordre de la Légion d'honneur. | En 1831, à la suite de mouvements de foules, il est décidé de remplacer l'écu d'Orléans, par un nouveau blason représentant la Charte constitutionnelle de 1830 : « à l'avenir, le sceau de l'État représentera un livre ouvert portant à l'intérieur ces mots « Charte constitutionnelle de 1830 », surmonté d'une couronne fermée, avec le sceptre et la main de justice en sautoir, et des drapeaux tricolores derrière l'écusson ». | Officiel (armoiries du roi des Français)                    |
|           | 1852 – 1870 | L'écu impérial de France, sous les Bonaparte : d'azur à une aigle essorante, la tête contournée d'or ; timbré de la couronne impériale fermée ; accompagné du grand-collier de l'ordre de la Légion d'honneur. | Les armoiries du Second Empire sous Napoléon III reprennent celles du Premier Empire. Seuls les ornements extérieurs présentent des différences. | Officiel (armoiries de l'empereur des Français)             |

## Emblème sous laIIIeRépublique

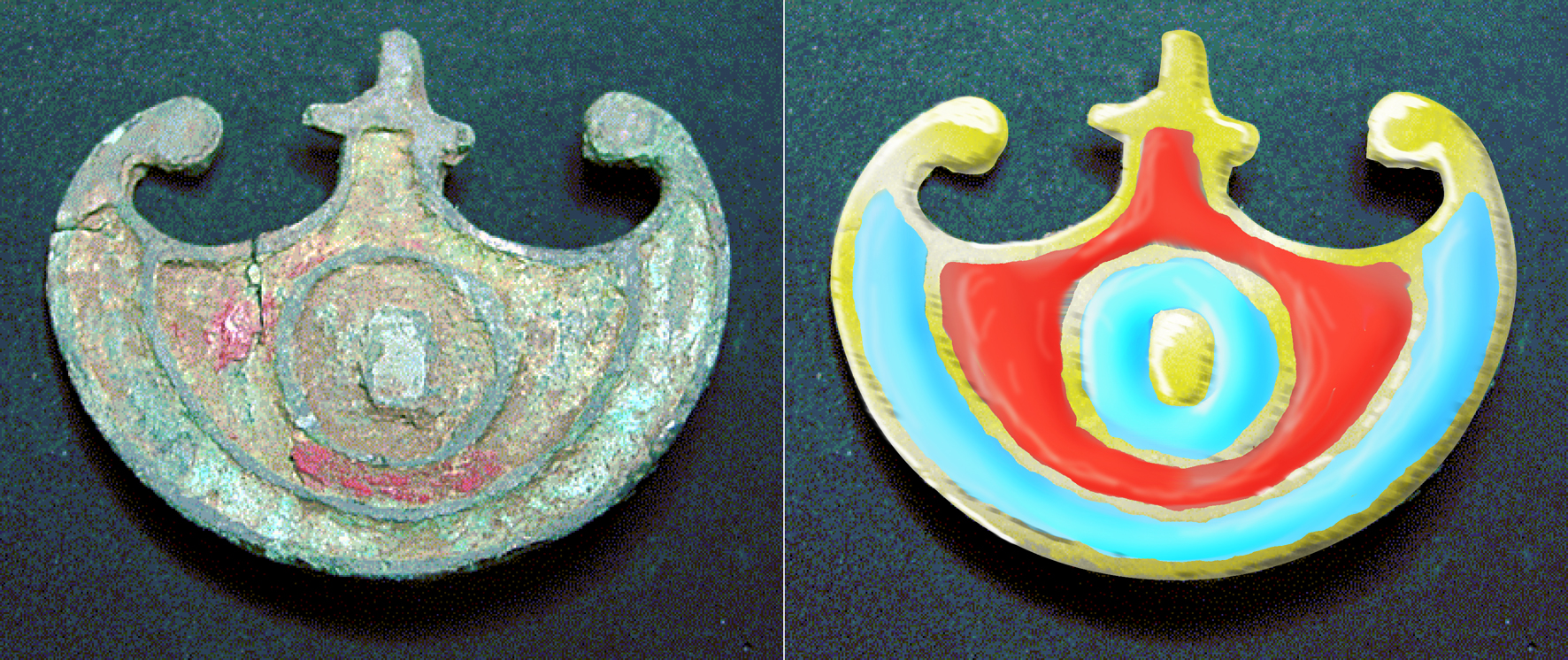
Broche romaine en forme de pelta analogue au bouclier de l'emblème de 1912.

Une autre composition — déjà apparue furtivement au perron de la résidence d'Alphonse XIII lors de sa visite officielle en France en 1905 — est utilisée en 1922 sur le carton destiné à la réalisation d'une tapisserie sur « Les armes de France » qu'on devait installer au commissariat général de la République à Strasbourg,. Les encyclopédies allemandes en donnent une reproduction en couleurs dès 1928.  
Le 10 mai 1929, le ministère des Affaires étrangères répond par une note à l'ambassade d'Allemagne qui désirait connaitre les armoiries officielles de la République française « qu'il n'existe pas, en principe, d'armoiries ou d'emblèmes officiels », mais l'édition de 1935 du Nouveau Petit Larousse illustré reproduit en noir et blanc cette composition comme symbole de la République française. 
| Emblème                          | Date | Description | Statut                           |
| -------------------------------- | ---- | --- | -------------------------------- |
| Sceau de la Troisième République | 1880 | Un arrêté du 30 avril 1880, signé par le président du Conseil, ministre des Affaires étrangères, Charles de Freycinet, décide que « les écussons nationaux placés au-dessus de la porte de l'hôtel des ambassades, légations ou consulats, reproduiront également la figure de la République d'après le sceau officiel, avec l'exergue République française. » L'Illustration du 19 novembre 1881 reproduit un emblème qui s'éloigne nettement du sceau de l'État. Sur un écu elliptique figure un buste de jeune femme cuirassée et couronnée de laurier, placée au milieu d'une couronne de laurier, elle-même entourée des mots République française en lettres capitales séparés au-dessus du buste par une étoile à cinq rais. Le tout est posé sur un faisceau composé d'une lance et de verges, quatre drapeaux, des branches d'olivier et de chêne, un manteau rouge enveloppant le tout. L'étoile de la Légion d'honneur pend à la couronne de feuillage entourant le buste. Un listel portant « Ambassade » ou « Consulat » est posé sous l'écu. | Officieux (emblème diplomatique) |
|                                  | 1898 | Emblème qui fut créé pour la Troisième République composé d'un faisceau de licteur en pal accompagné de branches de laurier et de chêne placés en sautoir sur un écu elliptique d'azur. Le grand collier de la Légion d'honneur est placé en ovale autour de l'écu et le centre de la croix de la Légion d'honneur est constitué du monogramme « RF ». | Officieux (emblème d'État)       |
|                                  | 1898 | En 1902, apparait un écu elliptique d'azur, chargé des lettres RF d'argent, environné d'une couronne de feuillages, posé sur un faisceau de licteur et deux drapeaux tricolores ; au bas pend la cravate de la Légion d'honneur entourée d'une branche de chêne et d'une branche d'olivier. Lors de la visite du roi Alphonse XIII à Paris, en 1905, le landau présidentiel est orné d'un écu circulaire d'azur, chargé des lettres RF d'argent, entouré du cordon de la Légion d'honneur, le tout placé sur une plaque de l'ordre, elle-même posée sur un faisceau en pal, une dizaine de drapeaux et des branches de chêne,. | Officieux (emblème d'État)       |
|                                  | 1912 | Depuis 1912, ministère des Affaires étrangères utilise un emblème du sculpteur Jules-Clément Chaplain composé d'un bouclier en forme de pelta, orné à ses extrémités de têtes de lions ou de lion et d'aigle, d'un faisceau de licteur et de branches de chêne et d'olivier. | Officieux (emblème d'État)       |

## Emblème de l'État français (1940-1944)
| Emblème | Date        | Description | Statut                                          |
| ------- | ----------- | --- | ----------------------------------------------- |
|         | 1940 – 1944 | Le cartouche de l'État français[réf. nécessaire]. | Officieux                                       |
|         | 1940 – 1944 | L'emblème personnel de Philippe Pétain, maréchal de France, chef de l'État français, est utilisé sur les documents officiels et sur les pièces de monnaie,. | Officieux (emblème personnel du chef de l'État) |
|         | 1940 – 1944 | L'emblème avec la devise du Maréchal « travail, famille, patrie ».                                                                                          | Variante non officielle                         |

## Emblème sous lesIVeetVeRépubliques

### Faisceau de licteur
L'emblème est composé d'un bouclier en forme de pelta, orné à ses extrémités de têtes de lions ou de coqs ou de lion et d'aigle, d'un faisceau de licteur et de branches de chêne et d'olivier, ces deux derniers éléments symbolisant respectivement la justice et la paix. Elle est l'œuvre du sculpteur Jules-Clément Chaplain. Elle est utilisée par le ministère des Affaires étrangères depuis le 29 juillet 1912. 
Aujourd'hui, cet emblème est utilisé pour désigner les postes diplomatiques et consulaires, sur la couverture des passeports français et sert de base au logo de la présidence de la République. 

Emblème figurant sur les passeports.
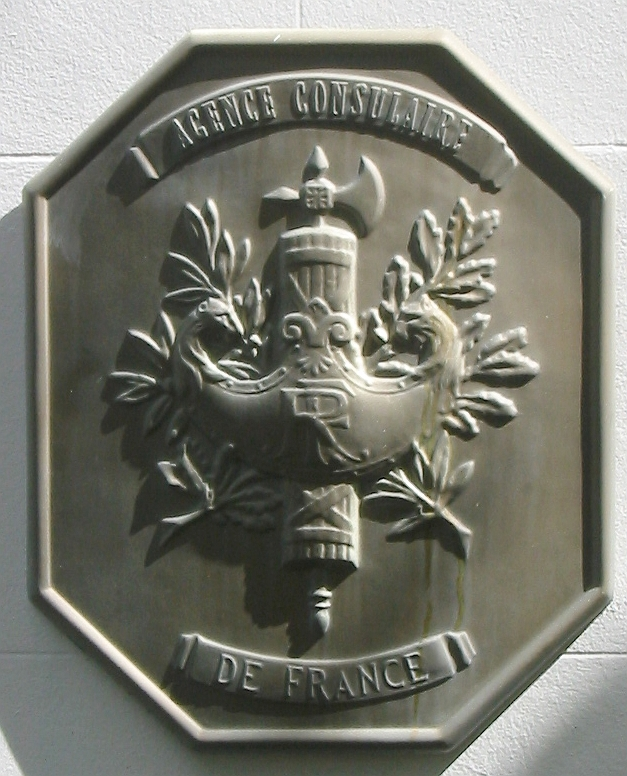
Le même emblème sur une agence consulaire de France.
Logo de la présidence de la République introduit en 2010.
Version du logo utilisée sur le site de l'Élysée en 2012.
Version de 2018 avec une croix de Lorraine.

En 2018, le président de la République Emmanuel Macron prononce un discours derrière un pupitre faisant apparaitre l'emblème officieux complété d'une croix de Lorraine en haut du bouclier de pelta.
Dans la salle d'assemblée des Nations unies à New York figure sur le panonceau réservé à la France des armoiries au faisceau de licteur dessiné par l'héraldiste Robert Louis à la demande d'une commission interministérielle réunie le 3 juin 1953 afin de répondre à la demande du secrétariat des Nations unies qui désirait orner la salle d'assemblée de panneaux reproduisant les armoiries officielles de chaque État membre. Cette commission, devant la difficulté à obtenir une solution totalement satisfaisante, émet le vœu que le gouvernement puisse statuer sur l'adoption d'armoiries officielles de la IVe République et décide que la République française serait, en l'attente d'une solution définitive, représentée par « une composition rappelant celle adoptée par la IIIe République pour les postes diplomatiques et consulaires à l'étranger ».

On retrouve également les armoiries dessinées par Robert Louis, en noir et blanc, dans l'édition de 1962 du Grand Larousse encyclopédique. Elle se blasonne ainsi :

« D'azur, au faisceau de licteur posé en pal, sur deux branches de chêne et d'olivier passées en sautoir, le tout d'or lié par un ruban du même, chargé de la devise : Liberté — Égalité — Fraternité en lettres de sable,. »

 Le tout entouré du grand collier de la Légion d'honneur de la Troisième République modèle 1881. 

### Écusson tricolore
Aux fenêtres et balcons des édifices publics comme les mairies ou les préfectures, les drapeaux sont souvent tenus à l'arrière d'un porte-drapeaux sous forme d'écusson tricolore, parfois avec le monogramme « RF » et des palmes.

Écu quelquefois employé comme porte-drapeau.
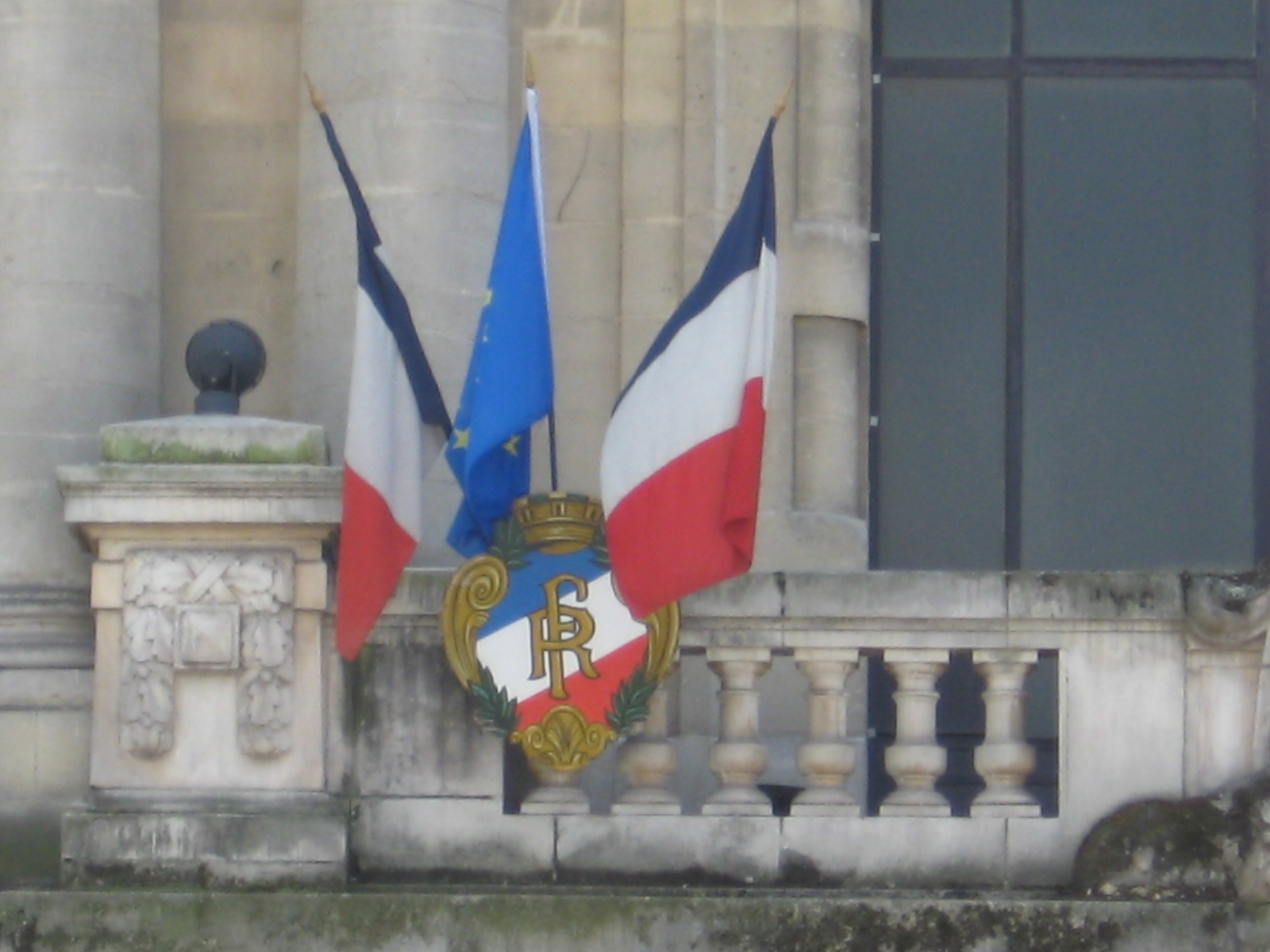
Porte-drapeaux au Palais du commerce, à Rennes (France).
Écu porte-drapeau de l'entrée du Sénat.